# Petite rivière Schyan
La Petite rivière Schyan (prononcée chou-a-in, cha-ou-in en algonquin) coule dans le territoire non organisé de Lac-Nilgaut et dans la municipalité de Sheenboro, dans la municipalité régionale de comté de Pontiac, dans la région administrative de l'Outaouais, au Québec, au Canada. Elle constitue le principal affluent de la rivière Schyan laquelle coule vers le sud jusqu’à la rive nord de la rivière des Outaouais.
La surface de la Petite rivière Schyan est généralement gelée de la mi-décembre jusqu'au début avril. La foresterie constitue la principale activité économique ; les activités récréotouristiques arrivent en second rang.

## Géographie

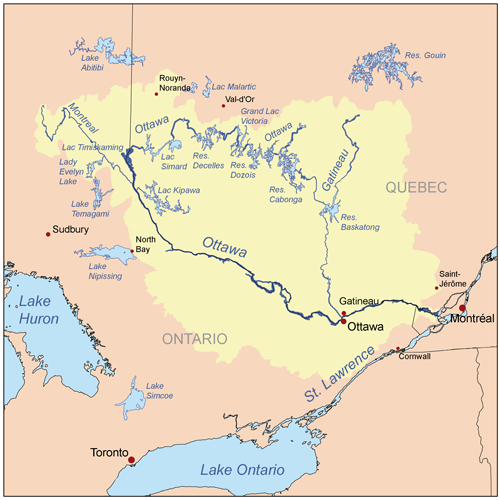
Bassin hydrographique de la rivière des Outaouais.

Les bassins versants voisins de la petite rivière Schyan sont :
- côté nord : ruisseau Cole, ruisseau Hogan, lac Saint-Patrice ;
- côté est : rivière Schyan, ruisseau Rowan ;
- côté sud : rivière Schyan, rivière des Outaouais ;
- côté ouest : ruisseau de l’Indien, ruisseau Masley, rivière Dumoine.

Cours de la rivière
À partir du lac Jovette , la Petite rivière Schyan coule généralement vers le sud sur environ 21 km :
- vers le sud, jusqu'à la décharge du lac Club House (venant de l'est) ;
- vers le sud-est en zone de marais, en traversant un petit lac, puis vers le sud-ouest, jusqu'au ruisseau Latour (venant de l'ouest) ;
- vers le sud, puis vers l’est, jusqu'à la Nord du Petit lac Corrigan ;
- vers le sud-est, en traversant le Petit lac Corrigan (sur sa pleine longueur) dont la partie nord est entourée de marais ;
- vers le sud-est, jusqu'à l’embouchure d’un lac que le courant traverse sur 0,7 km ;
- vers le sud-est en traversant un lac jusqu’à son embouchure qui correspond à la décharge (venant du nord-est) du lac Amyotte ;
- en serpentant vers le sud-ouest et en traversant une zone de marais ;
- en serpentant vers le sud-ouest et en traversant une zone de marais, jusqu'à la décharge (venant du sud-ouest) les lacs Danis et Essiambre ;
- vers le sud-ouest en formant un crochet vers l'est entre les montagnes, jusqu'à la confluence de la rivière.

La Petite rivière Schyan se déverse sur la rive nord-ouest de la rivière Schyan laquelle coule vers le sud jusqu’à la rive nord de la rivière des Outaouais.

## Toponymie
Le toponyme Petite rivière Schyan est associé à la rivière principale dont elle est tributaire.
Il existe deux hypothèses sur la signification toponymique :
- 1e hypothèse : Les termes Shyan ou Shyanne constituent des prénoms et des noms de famille. Shyanne est un prénom féminin rare ; il est aussi un patronyme de famille rare. Le prénom Shyanne a été inscrit la première fois en 1991 au registre des naissances des États-Unis et il a atteint son sommet de popularité en 1997 en prenant la position no. 482 dans ce même registre. Ce terme patronymique comporte plusieurs variantes notamment : Chayanne, Cheyanna, Cheyanne[1].

- 2e hypothèse : Son origine toponymique serait due à une déformation anglaise ou française du mot algonquin cawan[2] ou shàwanong, signifiant Sud ou direction du soleil[3]

Le toponyme Petite rivière Schyan a été officialisé le 5 décembre 1968 à la Commission de toponymie du Québec.